# Ridley Jones, la guardiana del museo
Ridley Jones, la guardiana del museo es una serie animada de televisión por internet para público preescolar creada y producida por Chris Nee para Netflix. La serie se estrenó el 13 de julio de 2021.

## Trama
La serie está ambientada en un mundo similar al de la franquicia Night at the Museum, con elementos clave compartidos entre los dos.

## Reparto de voz

### Principal
- Iara Nemirovsky como Ridley Jones,[4] una joven que entrena y eventualmente se convierte en la protectora del museo con un equipo formado por ella y otras exhibiciones del museo.
- Iris Menas como Winifred "Fred",[4][5] un modelo de exhibición de bisonte de género no binario y miembro del equipo de Ridley.
- Tyler Shamy como Dante,[6] un modelo de exhibición de parasaurolophus con un gorro azul y miembro del equipo de Ridley. Dante habla en la jerga de los patinadores y, por lo general, lleva y monta una patineta.
- Ashlyn Madden como Ismat,[6] una joven momia y miembro del equipo de Ridley. Ella tiene la distinción de ser el único miembro del grupo, además de Ridley, que tiene parientes revelados en la pantalla, que son sus dos padres.
- David Errigo Jr. como Dudley, un modelo de exhibición de pájaro dodo y miembro del equipo de Ridley. Según una entrevista, Errigo basó la voz de Dudley en el legendario actor y comediante Ed Wynn, aunque sin el ceceo característico de Wynn.
- Laraine Newman como Peaches, una réplica de Ham the Astrochimp. Se desempeña como soporte técnico para el equipo de Ridley.
- Dee Bradley Baker como Tibby, un triceratops fósil que es adoptado por Ridley.

### Secundario
- Blythe Danner como Sylvia Jones, madre de Sarah y abuela de Ridley.
- Sutton Foster como Sarah Jones, hija de Sylvia y madre de Ridley.
  - Foster también da voz a la Sra. Sánchez, un gran modelo de exhibición de ballena azul que cuelga del techo del museo.
- Chris Nee como Mamá
- Bob Bergen como Papá
  - Bergen también da voz al Sr. Filbert Peabody, el codicioso curador del museo que solo se preocupa por sacar provecho de las exhibiciones del museo y siente la necesidad de interferir en los negocios de los demás. Como resultado, aunque la familia Jones lo respeta, rara vez toleran su comportamiento y sus acciones.
- Sydney Mikatlyla como Penélope "Penny" Peabody, sobrina de Filbert.

## Estreno
Ridley Jones se estrenó en Netflix el 13 de julio de 2021. Se lanzó un tráiler el 8 de junio.
Una segunda temporada se emitió a partir del 2 de noviembre. Se lanzó una tercera temporada el 15 de febrero de 2022. La cuarta temporada fue iniciada el 22 de agosto de 2022. Una quinta y última temporada se estrenó el 6 de marzo de 2023.

## Controversia y cancelación
La serie de Netflix generó polémica tras ser transmitido el 6 de marzo de 2023 el octavo episodio de la quinta temporada llamado "Feliz Día de la Manada", en el cual, la trama principal del episodio se enfoca en un bisonte de nombre Fred, el cual tiene problemas con su abuela en el día que Fred lideraría la estampida de su manada, a raíz de que su abuela no usa el lenguaje inclusivo con Fred (ya que este se identifica como no binario), y que finalmente el bisonte le exprese a su abuela su inconformidad al respecto explicándole que use pronombres "elle/elles" y el nombre escogido. Este episodio enfadó a gran cantidad de padres suscritos a la plataforma de streaming asegurando que dicho episodio era un adoctrinamiento LGBT, dicha recepción de los usuarios fue tan grande que resultó en la cancelación de la serie en su quinta y última temporada.